# (15046) 1998 XY41
A (15046) 1998 XY41 a Naprendszer kisbolygóövében található aszteroida. A LINEAR projekt keretében fedezték fel 1998. december 14-én.